# Ейрмонт (Нью-Йорк)
Ейрмонт (англ. Airmont) — селище (англ. village) в США, в окрузі Рокленд штату Нью-Йорк. Населення — 10 166 осіб (2020).

## Географія
Ейрмонт розташований за координатами 41°5′57″ пн. ш. 74°5′52″ зх. д. / 41.09917° пн. ш. 74.09778° зх. д. (41.099156, -74.097916).  За даними Бюро перепису населення США в 2010 році селище мало площу 12,03 км², з яких 12,03 км² — суходіл та 0,00 км² — водойми.

## Демографія
Згідно з переписом 2010 року, у селищі мешкало 8628 осіб у 2699 домогосподарствах у складі 2154 родин. Густота населення становила 717 осіб/км².  Було 2791 помешкання (232/км²).
Расовий склад населення:
| - 86,3 % — білих - 5,0 % — азіатів - 4,6 % — чорних або афроамериканців - 0,3 % — корінних американців - 1,4 % — осіб інших рас |

До двох чи більше рас належало 2,2 %. Частка іспаномовних становила 8,2 % від усіх жителів.
За віковим діапазоном населення розподілялося таким чином: 29,4 % — особи молодші 18 років, 53,4 % — особи у віці 18—64 років, 17,2 % — особи у віці 65 років та старші. Медіана віку мешканця становила 40,9 року. На 100 осіб жіночої статі у селищі припадало 90,6 чоловіків;  на 100 жінок у віці від 18 років та старших — 85,4 чоловіків також старших 18 років.
Середній дохід на одне домашнє господарство  становив 116 623 долари США (медіана — 91 458), а середній дохід на одну сім'ю — 141 408 доларів (медіана — 117 045). Медіана доходів становила 59 722 долари для чоловіків та 61 060 доларів для жінок. За межею бідності перебувало 8,4 % осіб, у тому числі 12,8 % дітей у віці до 18 років та 8,1 % осіб у віці 65 років та старших.
Цивільне працевлаштоване населення становило 3940 осіб. Основні галузі зайнятості: освіта, охорона здоров'я та соціальна допомога — 26,5 %, науковці, спеціалісти, менеджери — 14,5 %, фінанси, страхування та нерухомість — 9,6 %, роздрібна торгівля — 9,1 %.